# 3981 Stodola
3981 Stodola è un asteroide della fascia principale del diametro medio di circa 22,56 km. Scoperto nel 1984, presenta un'orbita caratterizzata da un semiasse maggiore pari a 3,1579532 UA e da un'eccentricità di 0,1781250, inclinata di 2,46522° rispetto all'eclittica.
È dedicata all'ingegnere slovacco Aurel Stodola.